# Hermann Paasche
Hermann Paasche (Burg, 24 febbraio 1851 – Detroit, 11 aprile 1925) è stato uno statistico e politico tedesco, noto oggigiorno soprattutto per  l'indice di Paasche sviluppato da lui nel 1874.
Paasche studiò inizialmente scienze agrarie e successivamente economia, statistica e filosofia all'Università Martin Luther di Halle-Wittenberg. Nel 1879 divenne professore di scienze politiche al Politecnico di Aachen.

## Opere
- Die Geldentwertung zu Halle a. S. in den letzten Decennien dieses Jahrhunderts, Halle a.S., Plötz 1875
- Über die Entwicklung der Preise und der Rente des Immobiliarbesitzes zu Halle a. S., Halle a.S. Plötz 1877
- Wandlungen in der modernen Volkswirtschaft, Marburg Erhardt 1890
- Zuckerindustrie und Zuckerhandel der Welt, Jena, Fischer 1891
- Kultur- und Reiseskizzen aus Nord- und Mittelamerika, Magdeburg, Rathke 1894
- Die Zuckerproduktion der Welt, Leipzig, Teubner 1905